# 翠丽薹草
翠丽薹草（学名：Carex speciosa）是莎草科薹草属的植物。分布于柬埔寨、尼泊尔、印度、泰国、印度尼西亚、越南、老挝、锡金以及中国大陆的云南西北部至西南部、四川西南部等地，生长于海拔1,000米至3,400米的地区，多生长于常绿阔叶林下、灌丛中、高山栎、高山松或河边草地，目前尚未由人工引种栽培。
其种加词“speciosa”意为“外表美丽的”。